# Selchausdal
Selchausdal, tidligere kaldet Gundetved, ligger i Buerup Sogn, Kalundborg Kommune, Løve Herred, Holbæk Amt. Det ligger på den østlige side af Tissø 10 km nord for Høng. Det er en hovedgård, der er kendt tilbage fra 1300-tallet. Gundetved er nævnt første gang i 1339,  hvor navnet stavedes Gunnethueth. 
Godset hed Gundetved indtil 1799, hvor ejeren Christian Andreas Selchau ændrede navnet til Selchausdal.
En ældre hovedbygning fra omkring 1700 var i bindingsværk.
Den nuværende hovedbygning er opført i 1856 i Rosenborg-stil og tegnet af arkitekten J.D. Herholdt. Den er beliggende på et kvadratisk renæssancevoldsted omgivet af en vandfyldt voldgrav, med en lille skov mod øst (Stavr skov) og en park mod syd. Fra Tissø fører en lindeallé til gården. Der er plantet nye lindetræer langs den lige vej forbi gården.
Området præges af store marker og små godshuse, herunder Klintehuset (nu skovbørnehave) og Fiskerhuset ved Tissø. Tidligere ejer af godset Michelle Christiane Selchau opførte i 1896 "Den milde stiftelse for 12 ældre kvinder"  – et hus på hovedgårdens mark (nu feriekoloni). 
I 1400-tallet var den i slægten Limbeks eje, og i 1500-tallet var den ejet af Niels Henriksen. En mand af borgerlig herkomst, der efterhånden blev rigets kansler, blev adlet og tog slægtsnavnet Arenfeldt i 1526. I 1664 blev gården sammen med Kattrup og Sæbygård solgt til rentemester Henrik Müller, som i de år samlede sig jordegods.
Han udvidede i 1672 gårdens drift ved at nedlægge gården Eskemose ved Askvad, samt Store Orebo og Lille Orebo, der begge lå syd for Klinteskoven. Kort tid efter også gårdene Bøstrup og Holmegård, der begge lå vest for Kattrup.
Godsets udvidelser forsatte med efterfølgende ejere ind i 1700-tallet, og i 1724 nedlagdes landsbyen Frendveds seks gårde, og blev lagt ind under Gundetved.
Der fandt en istandsættelse sted 1940-41 ved Axel Maar.
Selchausdal Gods er på 963,6 hektar langs Tissøs østbred, heraf 120 hektar skov og 401,9 hektar sø.

## Ejere af Selchausdal
- (1339-1350) Matthæus Jønsson
- (1350-1451) Forskellige ejere
- (1451-1489) Otte Limbek
- (1489-1490) Magdalene Ottesdatter Limbek, gift Bille
- (1490-1510) Margrethe Bille, gift Arenfeldt
- (1510-1533) Niels Henriksen Arenfeldt
- (1533-1580) Torben Nielsen Arenfeldt / Henrik Nielsen Arenfeldt
- (1580-1583) Torben Nielsen Arenfeldt
- (1583-1628) Niels Henriksen Arenfeldt
- (1628-1636) Ernst Normand
- (1636-1645) Joachim Normand
- (1645-1664) Axel Juul
- (1664-1680) Henrik Müller
- (1680-1690) Frantz Müller
- (1690-1691) Bertel Jensen
- (1691-1696) Axel Nielsen
- (1696-1710) Brostrup Albertin
- (1710-1720) Henrich Wigand Michelbecher
- (1720) Elisabeth Sabine Rosback, gift Michelbecher
- (1720-1729) Jacob Benzon
- (1729-1755) Frederik Adeler
- (1755-1765) Lars Bjørn
- (1765-1775) Nicolaj Frederik Schumacher
- (1775-1776) Hedevig Sophie von Levetzau
- (1776-1782) Mathias Brønstorph
- (1782-1791) Niels Munch Krag
- (1791-1817) Christian Andreas Selchau
- (1817-1821) Karen Kjær, gift Selchau
- (1821-1829) Jens Christian Selchau (søn)
- (1829-1842) Annette Christiane von Herbst, gift Selchau
- (1842-1893) Christian Andreas Selchau (søn)
- (1893-1914) Michelle Christiane Selchau (søster)
- (1914-1939) Gundo Vogt (fætter)
- (1939-1940) Boet efter Gundo Vogt
- (1940-1961) Hans Ove Lange
- (1961-1980) H.O. Langes Selchausdal Fond
- (1980-1985) fabrikant Knud Abildgaard
- (1985-1991) konsul, direktør Vagn Jensen
- (1991- direktør, hofjægermester Peter Vagn-Jensen

## Folkehold/ansatte omkring1900
- 1 forvalter
- 1 fodermester
- 1 foderelev
- 3 røgtere
- 1 forkarl
- 2 karle
- 1 husjomfru
- 3 piger
- 4 malkekoner
- 11 daglejere
- 6 ekstra i høsttiden
- 1 hjulmand

- til parken:
- 1 gartner
- 1 elev
- 3 mand
- 2 koner

- samt 22 heste